# Diadasia
Diadasia Patton, 1879 — род пчёл, из трибы Emphorini семейства Apidae. Собирательные волоски образуют так называемую корзинку. 

## Распространение
Неотропика: от Мексики до Аргентины.

## Классификация
Известно около 40 видов. 
- Diadasia afflicta (Cresson, 1878)
- Diadasia afflictula Cockerell, 1910
- Diadasia albovestita Provancher, 1896
- Diadasia andina (Holmberg, 1903)
- Diadasia angusticeps Timberlake, 1939
- Diadasia australis (Cresson, 1878)
- Diadasia baeri (Vachal, 1904)
- Diadasia enavata (Cresson, 1872) typus
- Другие виды